# Santa Brígida (Brazylia)
Santa Brígida – miasto i gmina w Brazylii, w stanie Bahia. Znajduje się w mezoregionie Nordeste Baiano i mikroregionie Jeremoabo.